# Sangiran 17

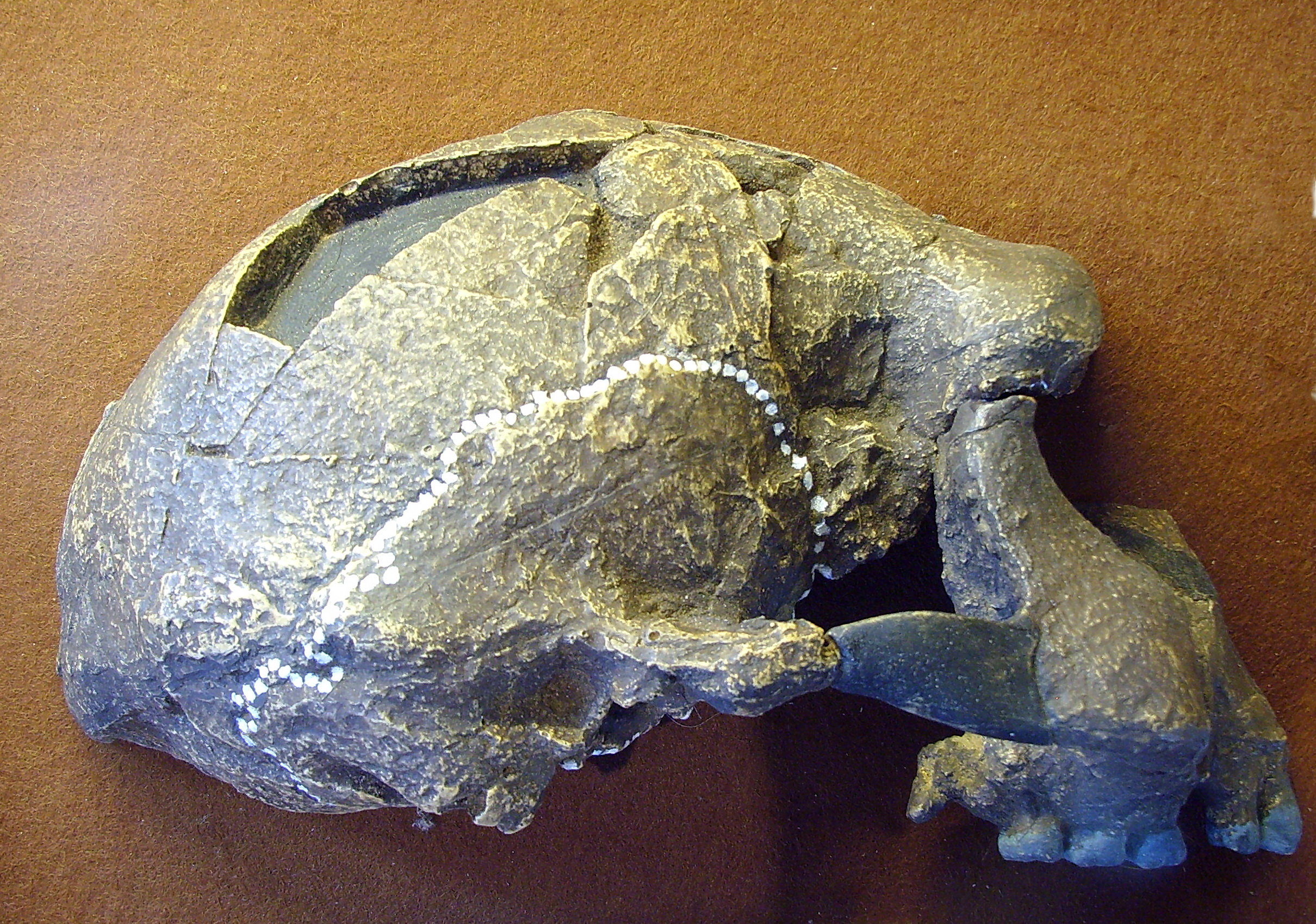
Sangiran 17

Sangiran 17 è il fossile del cranio di un ominide della specie Homo erectus scoperto a Sangiran in Indonesia nel 1969 da Towikromo.

## Descrizione
Il volume del cranio è di 1029 cc. Sulla datazione non c'è accordo, e la si riferisce a un periodo compreso tra 1.3 e 1 milione di anni fa, o a 800.000 anni fa.
L'attaccatura muscolare alla base del cranio è particolarmente ampia, dal che si ipotizza che l'esemplare fosse particolarmente muscoloso, o a 800.000 anni fa.